# Carsia octosignata
Carsia octosignata là một loài bướm đêm trong họ Geometridae.